# Justicia salviiflora
Justicia salviiflora là một loài thực vật có hoa trong họ Ô rô. Loài này được Kunth mô tả khoa học đầu tiên năm 1818.